# 笑顔がNO.1!やっぱりネ
「笑顔がNo.1!やっぱりネ」（えがおがイチバンやっぱりネ）は、テレビアニメ『シスター・プリンセス』のキャラクターソングが収録された、声優ユニット「シスター・プリンセス」の1枚目のシングル。2001年7月4日にスターチャイルドから発売された。

## 概要
シスター・プリンセスのデビューシングルで、テレビアニメ『シスター・プリンセス』のキャラクターソング3曲を収録している。
歌っているのは、シスター・プリンセス（桑谷夏子、望月久代、小林由美子、堀江由衣、千葉千恵巳、柚木涼香、横手久美子、神崎ちろ、川澄綾子、かかずゆみ、半場友恵、水樹奈々）。ゲーム版のユニット「SISTER PRINCESS」としては「MELODY/shining★star」を以前に出しているが、今回はアニメ版のCDとなるため、「シスター・プリンセス」名義ではデビューシングルとなっている。「アニメ界のモーニング娘。」とも書かれたユニットなので、3曲ともモーニング娘。に近い雰囲気の楽曲になっている。
初回盤は、ジャケットイラストステッカー封入。

## 収録曲
1. 笑顔がNo.1!やっぱりネ [4:08]
作詞：尾崎雪絵、作曲・編曲：TOMO
2. まひるのアヒル [4:44]
作詞：只野菜摘、作曲・編曲：本澤尚之
3. 私のダーリン♥ [4:06]
作詞：有森聡美、作曲・編曲：TOMO
4. 笑顔がNo.1!やっぱりネ（OFF VOCAL VERSION）
5. まひるのアヒル（OFF VOCAL VERSION）
6. 私のダーリン♥（OFF VOCAL VERSION）

## 収録作品
| 収録作品名                                       | 曲名                              | 作品種類                   | 発売日        |
| ------------------------------------------------ | --------------------------------- | -------------------------- | ------------- |
| Sister Princess Kaleidoscope                     | 笑顔がNO.1（イチバン）!やっぱりネ | オリジナルアルバム         | 2001年3月21日 |
| Sister Princess Kaleidoscope                     | まひるのアヒル                    | オリジナルアルバム         | 2001年3月21日 |
| Sister Princess Kaleidoscope                     | 私のダーリン♥                     | オリジナルアルバム         | 2001年3月21日 |
| スターチャイルドガールズキャラクターソングベスト | 笑顔がNO.1（イチバン）!やっぱりネ | コンピレーション・アルバム | 2002年5月22日 |